# Li Ao
Pour les articles homonymes, voir Li.
Lǐ Áo 李翱, Xizhi 习之 est un lettré confucéen né vers 772 et mort en 836 durant la Dynastie Tang. Après avoir achevé son degré de jinshi, l'examen impérial en 798, il obtient un poste aux départements historiques de la capitale. À partir de 809, il devient inspecteur et circule dans la Chine du Sud. La date de sa mort est contestée, soit 836 soit 841.
Aux questions posées par le bouddhisme, il chercha des réponses dans sa propre tradition. En montrant que le « retour à la nature essentielle » est l'équivalent confucéen de l'illumination bouddhiste, Li Ao est le précurseur du cheminement de l'esprit chinois vers une « bouddhéité confucéenne » qui s'épanouira dans le néo-confucianisme.